# Bob ten Hoope
Cornelis Jan (Bob) ten Hoope, né le 14 février 1920 à Bussum (Pays-Bas), ville où il est mort le 18 janvier 2014, est un peintre, dessinateur et graveur néerlandais, longtemps installé en France.

## Biographie
À partir de 1935, Bob ten Hoope suit divers cours à Amsterdam, notamment à la future académie Gerrit Rietveld. Il termine sa formation à l’académie royale des beaux-arts d'Amsterdam. Il est ami avec Karel Appel et les deux peintres se représentent mutuellement. Il travaille principalement dans le Gooi et dans sa ville natale.
En 1954, c'est à l’occasion d’un échange culturel qu'il arrive en France, à Pont-en-Royans (Isère). Il décide de s'y installer, et y restera plus de 50 ans, tout en conservant un atelier à Blaricum, près de sa ville natale.
Il a été membre de l'Association Professionnelle des Artistes Visuels (le Beroepsvereniging van Beeldende Kunstenaars (nl), ou « BBK »), de l'Association des Artistes Visuels Laren-Blaricum (le Kunstenaarsvereniging Laren-Blaricum (nl)), de l'association d'artistes De Onhoudenen (nl) et du Carrefour. Un cercle d'amis existe sous la forme de la Fondation des amis de Bob ten Hoope.

## Œuvre
Ses sujets favoris sont des portraits, notamment des nus, des paysages, des scènes de genre et des natures mortes. 
Les techniques qu'il emploie sont la peinture et l'aquarelle, le dessin à la plume et la gravure.

## Expositions
Au cours de sa carrière, il fait de nombreuses expositions dans des musées et des galeries :
- Aux Pays-Bas, à Amsterdam, Laren (en 1949 au musée Singer/Hamdorff), Utrecht, Deventer, Hilversum, Apeldoorn, Bussum, Blaricum, Baarn, Amstelveen (musée Jan van der Togt, 2003)
- En France, à Paris, Grenoble, Lyon, Marseille, Aix-en-Provence, Montélimar, Pont-en-Royans, Voiron, Saint-Marcellin, La Côte Saint-André et Saint-Donat
- Également  en Belgique, en Italie, en Egypte (Le Caire, 1953), aux Etats-Unis (Artexpo New York, 1988)[2],[3].

## Collections publiques
- Aux Pays-Bas : Le musée Singer / Harmdorff de Laren, ainsi que le Rijksmuseum Amsterdam possèdent certaines de ses créations.  Les trois œuvres ci-après apparaissent dans les collections publiques du Rijksdienst voor het cultureel erfgoed (Agence nationale du patrimoine)[4] :

Lezend meisje in het gras (Jeune fille lisant dans l'herbe) (1943)
Landschap (Paysage) (1900-1949)
Meisje en profil (Jeune fille et profil) (1948)
- En France : Exposition publique permanente au couvent des Carmes de Beauvoir-en-Royans

Grâce au legs fait en 2021, par l'association « Bob ten Hoope et ses amies et amis de France » au département de l'Isère, de 1 200 œuvres du peintre, provenant notamment de son atelier de Pont-en-Royans, une galerie de 250 m2 du couvent des Carmes de Beauvoir-en-Royans accueille une exposition permanente, ainsi que des évènements et expositions renouvelés chaque année,.

## Distinctions et hommages
- En 1956, il reçoit le Prix du Carrefour puis le Prix Arts et Lettres de France
- En 1998, il remporte le Prix Nicolas Sokoloff avec une peinture de nu
- Chevalier de l'ordre d'Orange-Nassau (2010)[2]
- En 2010, il reçoit de la municipalité de Laren le prix biennal Jan Hamdorff, pour l'ensemble de son œuvre
- Le 11 mars 2014, deux mois après sa mort, une association est créée, dénommée Bob ten Hoope et ses amis de France, qui a pour objet de « promouvoir, en relation avec les institutions publiques, le rayonnement en France de l'oeuvre de Bob Ten Hoope »[7],[8],[9]
- Depuis 2015 une rue porte son nom à Pont-en-Royans[10].